# معبد فينوس (القدس)
معبد فينوس في إيليا كابيتولينا كان معبداً في إيليا كابيتولينا في القدس، مخصص للإلهة فينوس. بُني المعبد  بطلب من الإمبراطور هادريان في أوائل القرن الثاني الميلادي. وخُصص لفينوس، التي كانت الإلهة الراعية الحامية لعائلة هادريان وكذلك للفيلق العاشر الذي احتل المنطقة.
عام 324، عُرض الموقع والمعبد على القديسة المسيحية هيلانة، والدة قسطنطين الأول، أثناء حجها إلى القدس أثناء اضطهاد الوثنيين. هُدم المعبد وأُكتشف قبر وتل الذي أطلق عليه اسم الجلجثة. بُنيت كنيسة القيامة في موقع معبد فينوس السابق عام 335.
أُكتشِف بقايا مبنى روماني أسفل كنيسة القيامة.